# Лука Пеллегріні
Лука Пеллегріні (італ. Luca Pellegrini, * 24 березня 1963, Варезе) — колишній італійський футболіст, захисник.
Насамперед відомий виступами за клуб «Сампдорія», а також молодіжну збірну Італії.
Чемпіон Італії. Триразовий володар Кубка Італії. Володар Суперкубка Італії з футболу. Володар Кубка Кубків УЄФА. 

## Клубна кар'єра
Вихованець футбольної школи клубу «Варезе». Дорослу футбольну кар'єру розпочав 1978 року в основній команді того ж клубу, в якій провів два сезони, взявши участь у 26 матчах чемпіонату. 
Своєю грою за цю команду привернув увагу представників тренерського штабу клубу «Сампдорія», до складу якого приєднався 1980 року. Відіграв за генуезький клуб наступні одинадцять сезонів своєї ігрової кар'єри. Більшість часу, проведеного у складі «Сампдорії», був основним гравцем захисту команди. За цей час виборов титул чемпіона Італії, ставав володарем Кубка Італії (тричі), володарем Кубка Кубків УЄФА.
Згодом з 1991 по 1994 рік грав у складі команд клубів «Верона» та «Равенна».
Завершив професійну ігрову кар'єру у клубі «Торіно», за команду якого виступав протягом 1994—1995 років.

## Виступи за збірну
Протягом 1982–1989 років  залучався до складу молодіжної збірної Італії. На молодіжному рівні зіграв у 7 офіційних матчах.
Включався до складу олімпійської збірної Італії на Літніх Олімпійських іграх 1988 року.

## Титули і досягнення
- Чемпіон Італії (1):

«Сампдорія»:  1990–91
- Володар Кубка Італії (3):

«Сампдорія»:  1984–85, 1987–88, 1988–89
- Володар Суперкубка Італії з футболу (1):

«Сампдорія»:  1991
- Володар Кубка Кубків УЄФА (1):

«Сампдорія»:  1989–90